# 高山侑子
高山侑子（1992年10月13日—）是日本新潟縣出身的女演員。目前她是星塵傳播旗下的藝人。

## 演出作品

### 電視劇
- 父女變變變（2007年7月1日－8月19日，TBS）：飾演 高木美佳
- 紅蓮女（2008年1月11日－3月28日，東京電視台）：飾演 中川美雪
- 我要上太空（2009年6月18日 - 7月30日，NHK）：飾演 近江圭
- 震撼鮮師（2010年7月10日－9月18日，TBS）：飾演 新田真潮
- URAKARA 第8集（2011年3月4日，東京電視台）：飾演 時津千代／
- Piece Vote（日语：ピースボート -Piece Vote-）（2011年7月4日－8月1日，日本電視台）：飾演 柏原綠
- 假面騎士Wizard（2012年9月2日－2013年9月29日，朝日電視台）：飾演 大門凛子
- 飛翔公關室 大結局（2013年6月23日，TBS）：飾演 神谷
- 偵探的偵探（2015年7月9日－2015年9月17日，富士電視台）：飾演 伊根涼子
- 月薪嬌妻（2016年10月18日，TBS）：飾演 森山葵
- Oh! My Boss!戀愛在別冊（2021年1月，TBS）：飾演 瀬尾光希

### 電影
- （2008年）：飾演 川島遙風，主演[1]
- 花之飛鳥組NEO!（2009年）：飾演 九樂明日香，主演[2]
- 戰鬥少女 血之鐵假面傳說（日语：戦闘少女 血の鉄仮面伝説）（2010年）：飾演 玲，主演
- 假面騎士×假面騎士×假面騎士 THE MOVIE 超·電王三部曲 EPISODE BLUE（2010年）：飾演 上原美來
- 幪面超人×幪面超人 Wizard & Fourze MOVIE大戰Ultimatum（2012年）：飾演 大門凛子
- 次元警察（2013年）：飾演 三枝遙
- 假面騎士×超級戰隊×宇宙刑事 超級英雄大戰Z（2013年）：飾演 大門凛子
- 劇場版 幪面超人Wizard in Magic Land（2013年）：飾演 大門凛子
- 劇場版 假面騎士Ghost 100個眼魂與Ghost命運的瞬間（2016年）：飾演 捷伊/假面騎士Dark Necrom Y

## 外部連結
- 星塵傳播網站內的個人資料 （页面存档备份，存于） （日語）

- 高山侑子(takayamayuko_stardust) - Instagram